# Кортеси
Кортеси (шп. Las Cortes) шпански је назив за скупштину или парламент.
Генерални Кортеси (шп.  [ˈkortes xeneˈɾales]) јесте уставни орган шпанске државе који се уређује у складу са шпанским Уставом из 1978. године. 
По Уставу, шпански парламент састоји се од представника шпанског народа — посланика, који су распоређени у две групе: Сенат (Горњи дом) и Шпански посланички конгрес (Доњи дом). 
У име шпанског народа парламент има законодавну моћ, одобрава државни буџет, контролише Владу и врши друге функције које су му додељене по Уставу.